# (3-Metil-2-oksobutanoat dehidrogenaza (2-metilpropanoil-transferprsten))-fosfataza
(3-Metil-2-oksobutanoat dehidrogenaza (2-metilpropanoil-transferprsten))-fosfataza (EC 3.1.3.52, dehidrogenazna fosfataza okso-kiselina razgranatog lanca, dehidrogenaza fosfataza 2-keto kiselina razgranatog lanca, dehidrogenaza fosfataza alfa-keto kiselina razgranatog lanca, BCKDH, (3-metil-2-oksobutanoat dehidrogenaza (lipoamid))-fosfataza, (3-metil-2-oksobutanoat dehidrogenaza (lipoamid))-fosfat fosfohidrolaza) je enzim sa sistematskim imenom (3-metil-2-oksobutanoat dehidrogenaza (2-metilpropanoil-transfer))-fosfat fosfohidrolaza. Ovaj enzim katalizuje sledeću hemijsku reakciju
[3-metil-2-oksobutanoat dehidrogenaza (2-metilpropanoil-transfer)] fosfat + H2O {\displaystyle \rightleftharpoons } [3-metil-2-oksobutanoat dehidrogenaza (2-metilpropanoil-transfer)] + fosfat
Ovaj mitohondrijski enzim je u kompleksu sa 3-metil-2-oksobutanoat dehidrogenazom.

## Literatura
- Nicholas C. Price; Lewis Stevens (1999). Fundamentals of Enzymology: The Cell and Molecular Biology of Catalytic Proteins (Third изд.). USA: Oxford University Press. ISBN 019850229X.
- Eric J. Toone (2006). Advances in Enzymology and Related Areas of Molecular Biology, Protein Evolution (Volume 75 изд.). Wiley-Interscience. ISBN 0471205036.
- Branden C; Tooze J. Introduction to Protein Structure. New York, NY: Garland Publishing. ISBN 0-8153-2305-0.
- Irwin H. Segel. Enzyme Kinetics: Behavior and Analysis of Rapid Equilibrium and Steady-State Enzyme Systems (Book 44 изд.). Wiley Classics Library. ISBN 0471303097.
- William P. Jencks (1987). Catalysis in Chemistry and Enzymology. Dover Publications. ISBN 0486654605.

## Spoljašnje veze
- (3-methyl-2-oxobutanoate+dehydrogenase+(2-methylpropanoyl-transferring))-phosphatase на 